# 須田萌里
須田 萌里（すだ もえり、2004年7月29日 - ）は、日本の女性総合格闘家。大阪府大阪市出身。Scorpion Gym所属。

## 経歴
総合格闘技やブラジリアン柔術をやっていた父の影響で小学校5年生からブラジリアン柔術を始める。2018年に全日本キッズ柔術選手権で優勝。2020年から総合格闘技にも取り組み、アマチュア大会で腕十字による一本勝ちでプロ昇格。

### プロデビュー
2020年10月31日にDEEP JEWELSが開催したDEEP JEWELS 30でJKファイターとしてプロデビュー。リオンと対戦予定であったが、リオンが練習中の負傷で欠場したため、対戦相手が村上彩に変更された。2Rを戦った後に判定となり、1人が20–18で村上、2人が19–19で引き分けとし、ルールにより村上の勝利となった。
DEEP JEWELS 31のササキモエ戦で判定負け、2021年4月4日のDEEP OSAKA IMPACT 2021の坂本美香戦で判定勝ち、7月18日の樋田智子戦では2Rフロントチョークで初の一本勝ち。
2021年8月に全日本ブラジリアン柔術選手権「女子ジュブナイル青帯オープンクラス」で優勝。
2021年10月16日のDEEP TOKYO IMPACT 2021で音波と対戦し、3–0（20–17、20–17、20–18）の判定勝ち。
2021年12月11日のDEEP JEWELS 35の竹林愛留戦は1Rアームバーで勝利。
2022年3月12日のDEEP JEWELS 36でDEEP JEWELSアトム級GP準優勝の青野ひかると対戦し、1R腕ひしぎ十字固めで一本勝ち。
DEEP JEWELS 37のDEEP JEWELSアトム級タイトルマッチで王者の大島沙緒里に挑戦するも、1Rキムラロックで敗れた。

### RIZIN出場以降
2022年7月2日のRIZIN.36沖縄大会のにっせー戦でRIZINデビューし、1R腕ひしぎ十字固めで勝利。
9月11日のDeep Jewels 38では、デビュー戦で判定負けした村上彩と再戦し、3–0の判定勝ち。
11月22日のDeep Jewels 39の本野美樹戦は、3–0の判定で敗れた。
2023年3月25日のDEEP TOKYO IMPACT 2023で桐生祐子と対戦し、2R0分53秒にリア・ネイキッド・チョークでタップを奪い、一本勝ち。これにより、Fight Matrixによるアトム級女子総合格闘家のランキングで10位に入った。
5月28日のDEEP JEWELS 41でパク・ジョンウンと対戦し、1R4分27秒でTKO負け。
9月10日のDEEP JEWELS 42でケイト・ロータスと対戦し、3–0の判定勝ち。
11月23日のDEEP JEWELS 43で彩綺と対戦し、1R49秒で腕十字固めの一本勝ち。
2024年1月20日、韓国のBLACK COMBAT 10でパク・シユンと対戦し、0–3の判定負け。
9月22日、DEEP OSAKA IMPACT 2024 3rd ROUNDでイ・イェジと対戦し、1R3分17秒で腕十字固めの一本勝ち。
12月22日、DEEP OSAKA IMPACT 2024 4th ROUNDで上瀬あかりと対戦し、2R2分07秒で腕十字固めの一本勝ち。
2025年3月23日、DEEP JEWELS 48で初代・第3代RIZIN女子スーパーアトム級王者の浜崎朱加と対戦し、1Rにリアネイキッドチョークで一本勝ち。
7月27日、超RIZIN.4 真夏の喧嘩祭りでNOELと対戦し、腕十字固めで一本勝ち。

## 戦績

### 総合格闘技
| 総合格闘技 戦績 | 総合格闘技 戦績 | 総合格闘技 戦績 | 総合格闘技 戦績 | 総合格闘技 戦績 | 総合格闘技 戦績 | 総合格闘技 戦績 |
| --------------- | --------------- | --------------- | --------------- | --------------- | --------------- | --------------- |
| 20 試合         | (T)KO           | 一本            | 判定            | その他          | 引き分け        | 無効試合        |
| 14 勝           | 0               | 10              | 4               | 0               | 0               | 0               |
| 6 敗            | 1               | 1               | 4               | 0               | 0               | 0               |

| 勝敗 | 対戦相手         | 試合結果                           | 大会名                                               | 開催年月日     |
|      | 大島沙緒里       | 試合前                             | DEEP 127 IMPACT                                      | 2025年9月15日  |
| ○    | NOEL             | 2R 3:02 腕ひしぎ十字固め           | 超RIZIN.4 真夏の喧嘩祭り                             | 2025年7月27日  |
| ○    | 浜崎朱加         | 1R 2:28 リアネイキッドチョーク     | DEEP JEWELS 48                                       | 2025年3月23日  |
| ○    | 上瀬あかり       | 2R 2:07 腕ひしぎ十字固め           | DEEP OSAKA IMPACT 2024 4th ROUND                     | 2024年12月22日 |
| ○    | イ・イェジ       | 1R 3:17 腕ひしぎ十字固め           | DEEP OSAKA IMPACT 2024 3rd ROUND                     | 2024年9月22日  |
| ×    | パク・シユン     | 5分3R終了 判定0-3                  | BLACK COMBAT 10                                      | 2024年1月20日  |
| ○    | 彩綺             | 1R 0:49 腕ひしぎ十字固め           | DEEP JEWELS 43                                       | 2023年11月23日 |
| ○    | ケイト・ロータス | 5分2R終了 判定3-0                  | DEEP JEWELS 42                                       | 2023年9月10日  |
| ×    | パク・ジョンウン | 1R 4:27 TKO（パウンド）            | DEEP JEWELS 41                                       | 2023年5月28日  |
| ○    | 桐生祐子         | 2R 0:53 リア・ネイキッド・チョーク | DEEP TOKYO IMPACT 2023                               | 2023年3月25日  |
| ×    | 本野美樹         | 5分3R終了 判定0-3                  | DEEP JEWELS 39                                       | 2022年11月23日 |
| ○    | 村上彩           | 5分3R終了 判定3-0                  | DEEP JEWELS 38                                       | 2022年9月11日  |
| ○    | にっせー         | 1R 2:12 腕ひしぎ十字固め           | RIZIN.36                                             | 2022年7月2日   |
| ×    | 大島沙緒里       | 1R 2:58 キムラロック               | DEEP JEWELS 37 【DEEP JEWELSアトム級タイトルマッチ】 | 2022年5月8日   |
| ○    | 青野ひかる       | 1R 3:36 腕ひしぎ十字固め           | DEEP JEWELS 36                                       | 2022年3月12日  |
| ○    | 竹林愛留         | 1R 4:41 アームバー                 | DEEP JEWELS 35                                       | 2021年12月11日 |
| ○    | 音波             | 5分2R終了 判定3-0                  | DEEP TOKYO IMPACT 2021                               | 2021年10月17日 |
| ○    | 樋田智子         | 2R 3:40 フロントチョーク           | DEEP OSAKA IMPACT 2021                               | 2021年7月18日  |
| ○    | 坂本美香         | 5分2R終了 判定3-0                  | DEEP OSAKA IMPACT 2021                               | 2021年4月4日   |
| ×    | ササキモエ       | 5分2R終了 判定0-3                  | DEEP JEWELS 31                                       | 2020年12月19日 |
| ×    | 村上彩           | 5分2R終了 判定0-3                  | DEEP JEWELS 30                                       | 2020年10月31日 |

## 獲得タイトル
- 日本ブラジリアン柔術連盟
  - 第2回西日本キッズ柔術選手権 女子ティーン2白/灰/黄帯ライトフェザー級 準優勝[39]
  - 第1回中部キッズ柔術選手権 女子ティーン1白/灰/黄帯フェザー級 優勝[40]
  - 第1回関西キッズ柔術オープントーナメント ティーン2白/灰/黄帯ライトフェザー級 優勝[41]
  - 第2回中部キッズ柔術オープントーナメント 女子ティーン2白/灰/黄帯フェザー級 優勝[42]
  - 第2回関西キッズ柔術オープントーナメント 女子ティーン2橙/緑帯ミドル級 優勝[43]
  - 第22回全日本ブラジリアン柔術選手権 女子ジュブナイル青帯オープンクラス 優勝 & 女子ジュブナイル青帯ライト級 準優勝[6]
  - 第24回全日本ブラジリアン柔術選手権 女子アダルト紫帯ライトフェザー級 優勝[44][45]
- 修斗
  - 修斗杯柔術選手権2023 横浜 女子アダルト紫帯ライトフェザー級 優勝[46]